# 范库尔水道
范库尔水道（Kill Van Kull）是位於美國紐澤西州貝永和紐約州史泰登島之間的狹窄水道，連接西邊的紐華克灣以及東邊的紐約港。1931年完工的貝永大橋是史泰登島通往紐澤西州的三座大橋之一。

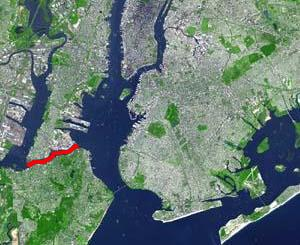
范库尔水道

范库尔水道的名稱「Kill Van Kull」來自於荷蘭語，意為「山邊的水道」。